# GParted
GParted는 디스크 파티션 편집 소프트웨어다. 글씨(텍스트)만으로 이루어져 있는 GNU 파티드를 GTK+를 통해 GUI로 구현한 소프트웨어로 libparted를 통해 디스크 장치를 찾아내고 분석하여 디스크 장치 안에 어떤 토막(파티션)들이 어떤 꼴로 있는지를 알아내며 토막을 만들거나, 지우거나, 크기를 바꾸거나, 옮기거나, 검사하거나, 베낄 수 있다.
C++로 쓰였으며 GNU 일반 공중 사용 허가서를 따른다.

## 지원하는 꼴(포맷)
|          | 찾기 | 읽기   | 만들기 | 늘리기     | 줄이기     | 옮기기 | 베끼기 | 검사하기 | 이름표 |
| -------- | ---- | ------ | ------ | ---------- | ---------- | ------ | ------ | -------- | ------ |
| btrfs    | 예   | 아니오 | 아니오 | 아니오     | 아니오     | 아니오 | 아니오 | 아니오   | 아니오 |
| ext2     | 예   | 예     | 예     | 예         | 예         | 예     | 예     | 예       | 예     |
| ext3     | 예   | 예     | 예     | 예         | 예         | 예     | 예     | 예       | 예     |
| ext4     | 예   | 예     | 예     | 예         | 예         | 예     | 예     | 예       | 예     |
| ebr      | 예   | 예     | 예     | 부분적으로 | 부분적으로 | 아니오 | 아니오 | 아니오   |        |
| fat16    | 예   | 예     | 예     | 예         | 예         | 예     | 예     | 예       | 예     |
| fat32    | 예   | 예     | 예     | 예         | 예         | 예     | 예     | 예       | 예     |
| hfs      | 예   | 예     | 예     | 아니오     | 예         | 예     | 예     | 아니오   | 아니오 |
| hfs+     | 예   | 예     | 예     | 아니오     | 예         | 예     | 예     | 예       | 아니오 |
| jfs      | 예   | 예     | 예     | 예         | 아니오     | 예     | 예     | 예       | 예     |
| swap     | 예   | 아니오 | 예     | 예         | 예         | 예     | 예     | 아니오   | 아니오 |
| ntfs     | 예   | 예     | 예     | 예         | 예         | 예     | 예     | 예       | 예     |
| reiser4  | 예   | 예     | 예     | 아니오     | 아니오     | 예     | 예     | 예       | 아니오 |
| reiserfs | 예   | 예     | 예     | 예         | 예         | 예     | 예     | 예       | 예     |
| ufs      | 예   | 아니오 | 아니오 | 아니오     | 아니오     | 예     | 예     | 아니오   | 아니오 |
| xfs      | 예   | 예     | 예     | 예         | 부분적으로 | 예     | 예     | 예       | 예     |

## 같이 보기
- 디스크 파티션
- GNU Parted
- Qt파티드 - Qt판 GNU 파티드